# Мескала
Мескала — газоконденсатне родовище в Марокко.
Мескала виявили в басейні Essaouira у 1980 році внаслідок спорудження свердловини MKL-1. До 1985 року з метою дорозвідки родовища пробурили ще 10 свердловин, при цьому продуктивними виявились лише чотири. Вуглеводні виявлено на глибині 3500 метрів у пісковиках флювіального походження, що відносяться до верхнього тріасу та перекриті сольовими відкладеннями. Газоматеринськими породами визначені чорні сланці силурійського періоду.
Розробка родовища здійснюється з 1987 року компанією ONHYM. Найвищий рівень видобутку був досягнутий 2007 року — 40 млн м3 газу та 9 тис. тонн конденсату.
Видобувні запаси Мескала оцінюються у 1,5 млрд м3, що відносить його до категорії дрібних. При цьому родовище станом на середину 2010-х років є найбільшим в Марокко.